# Mesochorus moabae
Mesochorus moabae är en stekelart som beskrevs av Dasch 1971. Mesochorus moabae ingår i släktet Mesochorus och familjen brokparasitsteklar. Inga underarter finns listade i Catalogue of Life.